# Masundung
Masundung is een bestuurslaag in het regentschap Tapanuli Tengah van de provincie Noord-Sumatra, Indonesië. Masundung telt 996 inwoners (volkstelling 2010).